# Didymodon erosodenticulatus
Didymodon erosodenticulatus är en bladmossart som beskrevs av K. Saito 1975. Didymodon erosodenticulatus ingår i släktet lansmossor, och familjen Pottiaceae. Inga underarter finns listade i Catalogue of Life.